# 笑い男 (小説)
『笑い男』（英: The Laughing Man）はJ・D・サリンジャーの短編小説。1949年3月19日に『ザ・ニューヨーカー』誌で発表された。短編集『ナイン・ストーリーズ』（1953年）の4番目に収められている。青年が少年たちに語る作中作「笑い男」を通じて、青年の絶望と少年達の成長を描いた作品である。

## あらすじ
1929年、9歳だった主人公の語り手は、少年団「コマンチ団」に所属しており、学校が終わるころになると「団長」である青年が中古のバスで少年たちを迎えにやって来て、セントラルパークや博物館に連れて行ってくれる。団長はひどいはにかみ屋だが優しい青年で、少年達からは慕われている。団長は子供たちが帰宅する時間が近づいて来る頃になると、バスの中で「笑い男」という物語を語る。主人公の笑い男は裕福な家のひとり息子だったが、幼い頃に中国の山賊に連れ去られ、笑っているようなおぞましい顔にされてしまい、成長すると芥子の花びらで作った仮面をつけ、自らも義賊となって活躍するという物語である。
ある時、コマンチ団の団長のガールフレンドである、美しい若い女性メアリー・ハドソンが現れる。彼女は見事な野球の腕前を見せ、コマンチ団の子供たちに受け入れられる。しかしある日を境に団長とメアリーの関係は終わりを告げ、メアリーもコマンチ団の活動に参加することはなくなる。その日の『笑い男』の物語で、笑い男は死に、その後も復活することはなかった。

## 主な日本語訳
- 笑い男（『ナイン・ストーリーズ』野崎孝訳、 新潮文庫）
- 笑い男（『九つの物語』中川敏訳、 集英社文庫）
- 笑い男（『ナイン・ストーリーズ』柴田元幸訳、ヴィレッジブックス ）